# Saint-Sauveur-la-Pommeraye
Saint-Sauveur-la-Pommeraye là một xã thuộc tỉnh Manche trong vùng Normandie tây bắc nước Pháp. Xã này nằm ở khu vực có độ cao trung bình 117 mét trên mực nước biển.